# Пуазьё
Пуазьё (фр. Poisieux) — коммуна во Франции, находится в регионе Центр. Департамент — Шер. Входит в состав кантона Шарос. Округ коммуны — Бурж.
Код INSEE коммуны — 18182.

## География
Коммуна расположена приблизительно в 210 км к югу от Парижа, в 100 км южнее Орлеана, в 24 км к западу от Буржа.
Вдоль западной границы коммуны протекает река Арнон.

## Население
Население коммуны на 2008 год составляло 209 человек.
| 1962 | 1968 | 1975 | 1982 | 1990 | 1999 | 2008 |
| ---- | ---- | ---- | ---- | ---- | ---- | ---- |
| 180  | 212  | 210  | 167  | 155  | 158  | 209  |

## Экономика
Основу экономики составляет сельское хозяйство.
В 2007 году среди 117 человек в трудоспособном возрасте (15-64 лет) 94 были экономически активными, 23 — неактивными (показатель активности — 80,3 %, в 1999 году было 71,0 %). Из 94 активных работали 90 человек (51 мужчина и 39 женщин), безработных было 4 (1 мужчина и 3 женщины). Среди 23 неактивных 7 человек были учениками или студентами, 12 — пенсионерами, 4 были неактивными по другим причинам.

## Достопримечательности
- Церковь Сен-Мартен (XII век)
- Замок Мазьер (XIX век)
- Старая мельница Оре (XVIII век)

## Фотогалерея

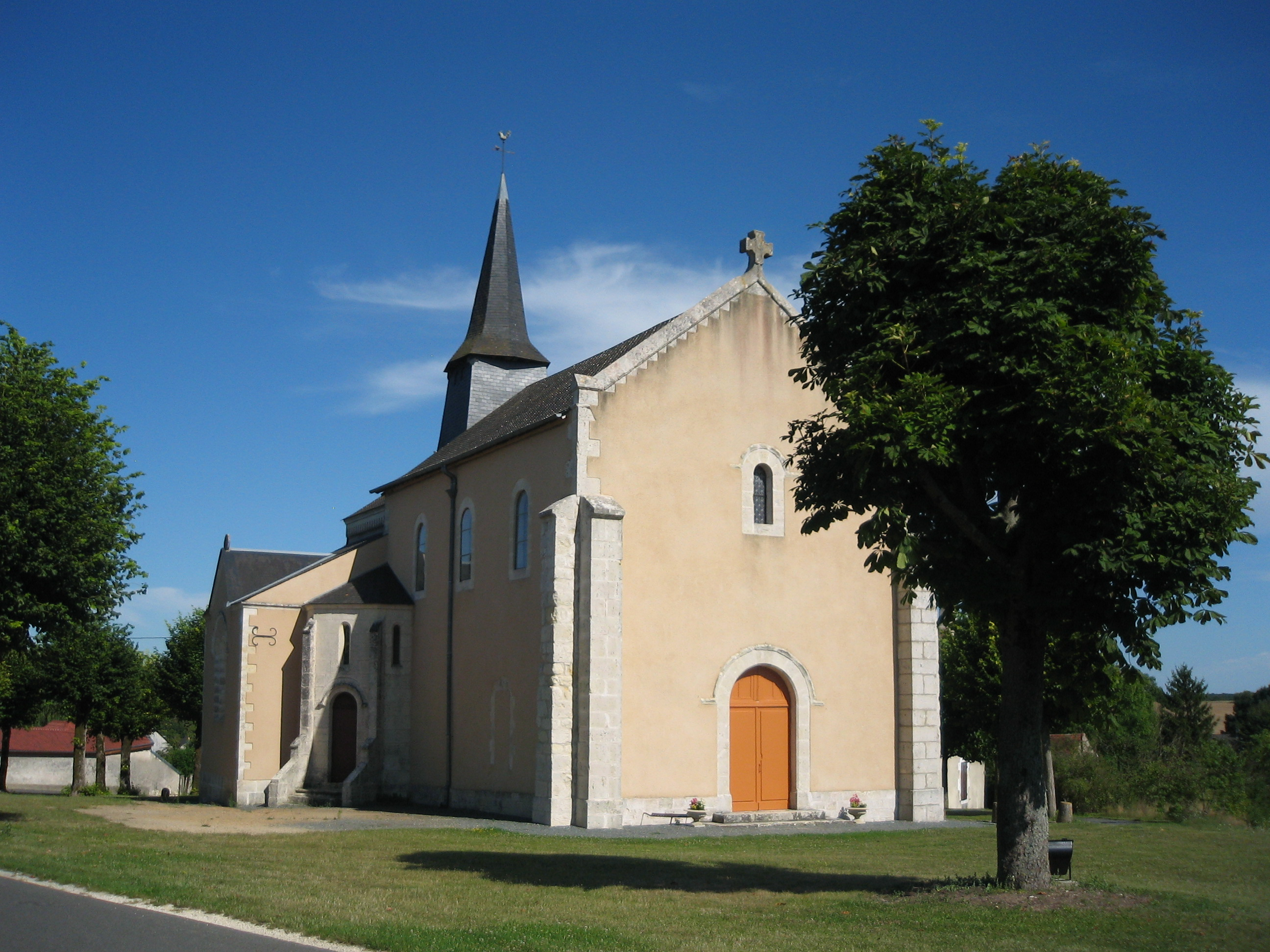
Церковь Сен-Мартен
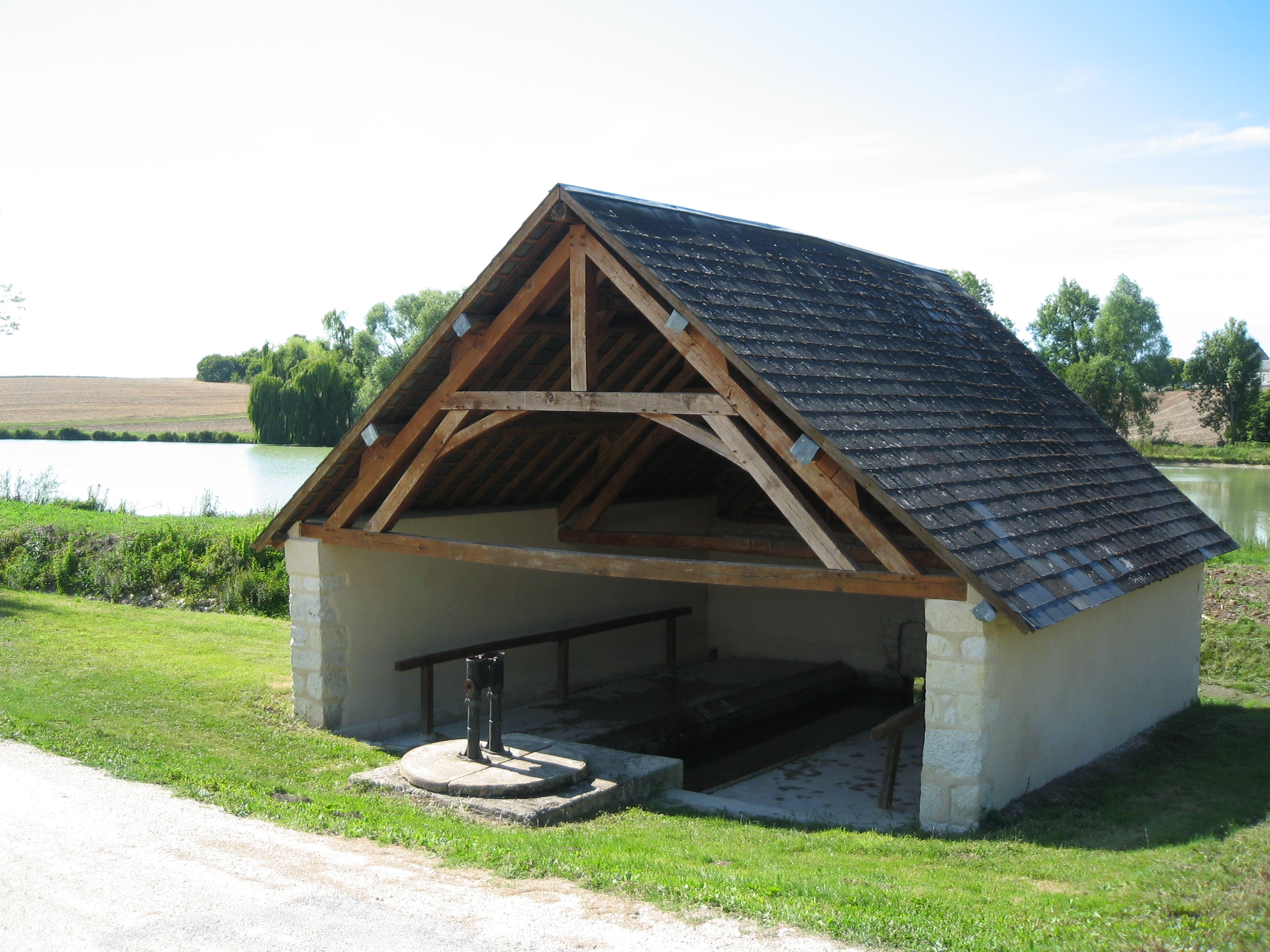
Общественная прачечная
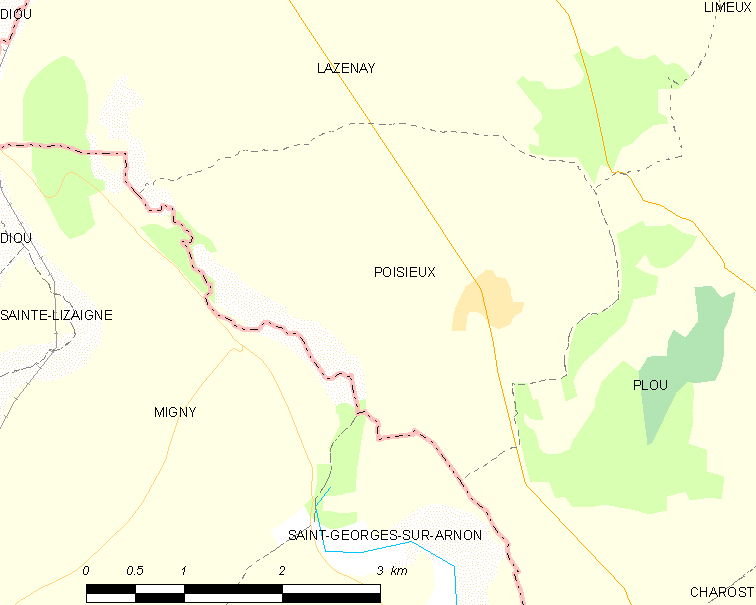
Карта коммуны